# Montes Alpes
Montes Alpes är en bergskedja på norra delen av den sida av månen som är vänd mot jorden. Den har fått sitt namn av Jan Hevelius efter Alperna i Europa på Jorden. Dess högsta berg Mons Blanc har likaså fått sitt namn från de jordiska alpernas högsta berg Mont Blanc.
Montes Alpes sträcker sig omkring 220 km från närheten av Mare Frigoris i norr i sydsydostlig riktning till Mare Imbrium i söder. Det senare månhavet sträcker sig längs en stor del av Montes Alpes västra sida. Genom Montes Alpes går den 180 km långa dalgången Vallis Alpes (Alpdalen), som fortsätter ut mot ostnordost, nästan vinkelrätt mot bergskedjan. Ungefär en tredjedel av Montes Alpes ligger norr om Vallis Alpes, två tredjedelar söder därom.
Bergen i Montes Alpes är omkring 1 800 - 2 400 meter höga. Mons Blanc är ett noterbart undantag, som når 3 600 meters höjd. Mons Blanc ligger ungefär en tredjedel av bergskedjans längd från dess södra ände. I sydligaste änden av bergskedjan ligger Promontorium Agassiz (Kap Agassiz), döpt efter den schweiziske naturvetenskapsmannen Louis Agassiz. Mitt emellan detta och Mons Blanc ligger Promontorium Deville (Kap Deville), döpt efter den franske geologen Ch. Sainte-Claire Deville.
Sydväst om de senare formationerna ligger det ensamma berget Mons Piton ute i Mare Imbrium.